# Ferdinand Barta

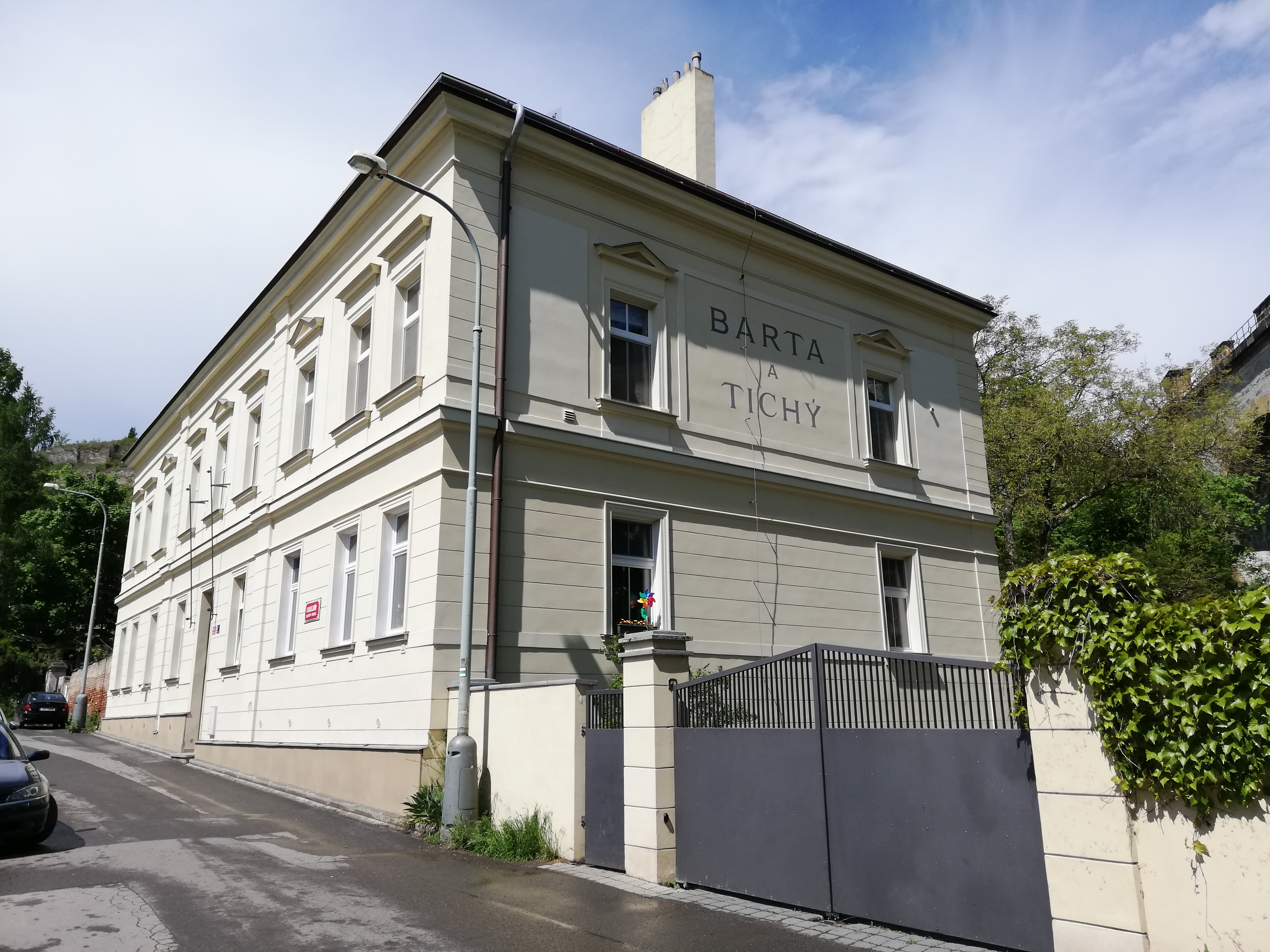
Provozní budova firmy „(Ferdinand) Barta & (Karel) Tichý“ se sídlem v Hlubočepích (jaro 2021). Na jihovýchodním štítu bytového domu je obnovený původní nápis: „BARTA a TICHÝ“

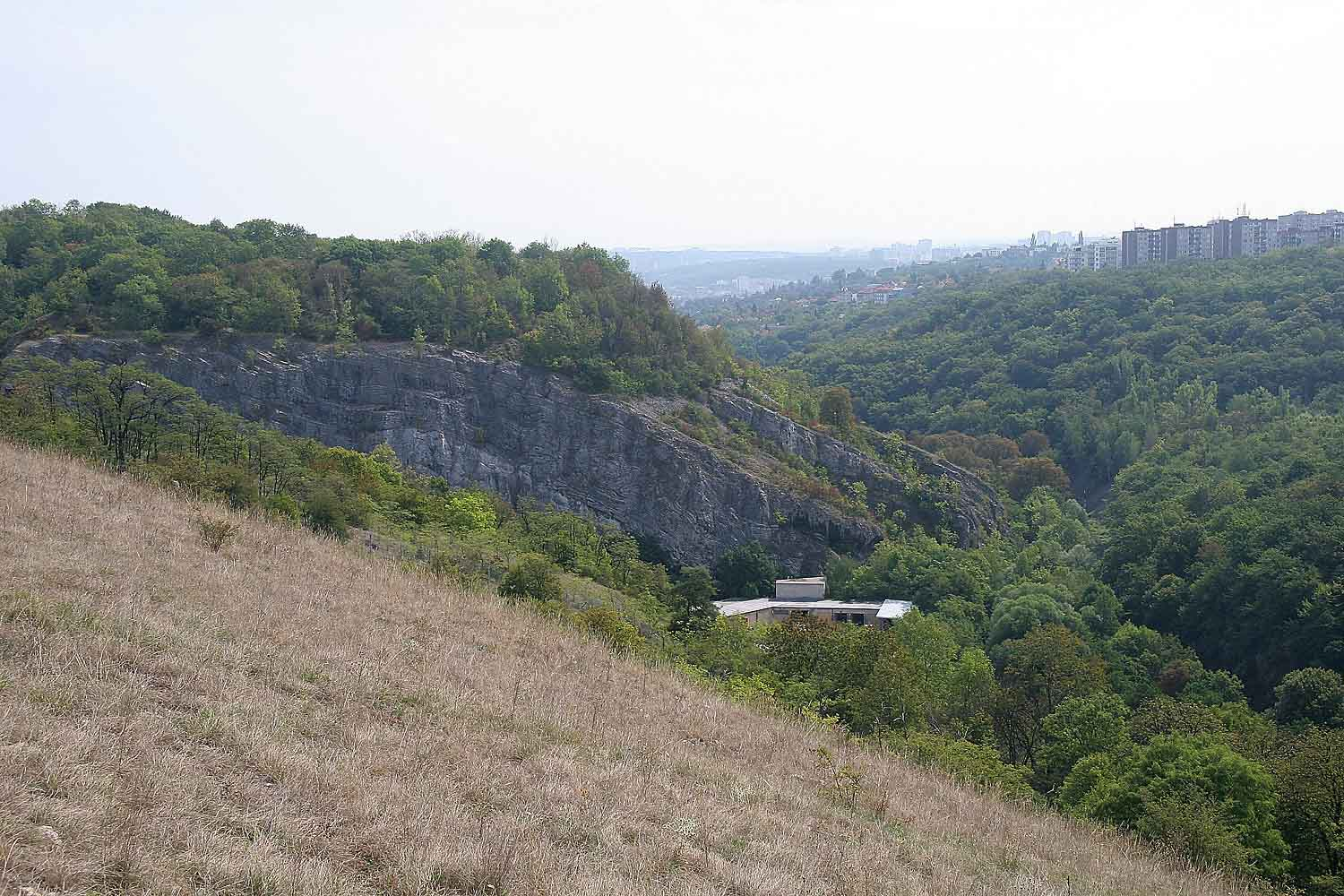
Pohled shora na Prokopský lom (rok 2006)

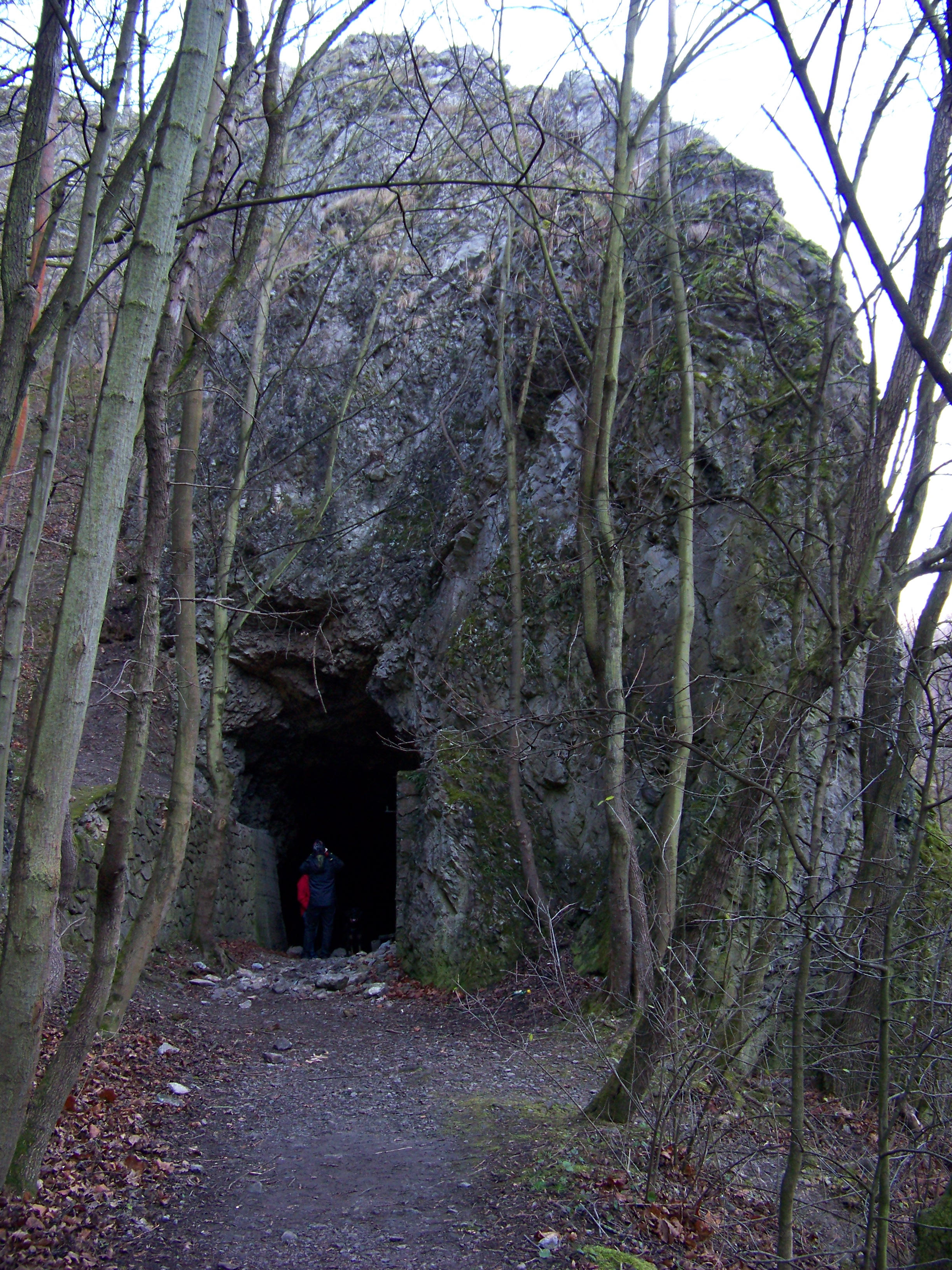
Začátek dopravní štoly na III. lomové etáži Prokopského lomu pro spojení lomu s provozem vápenky

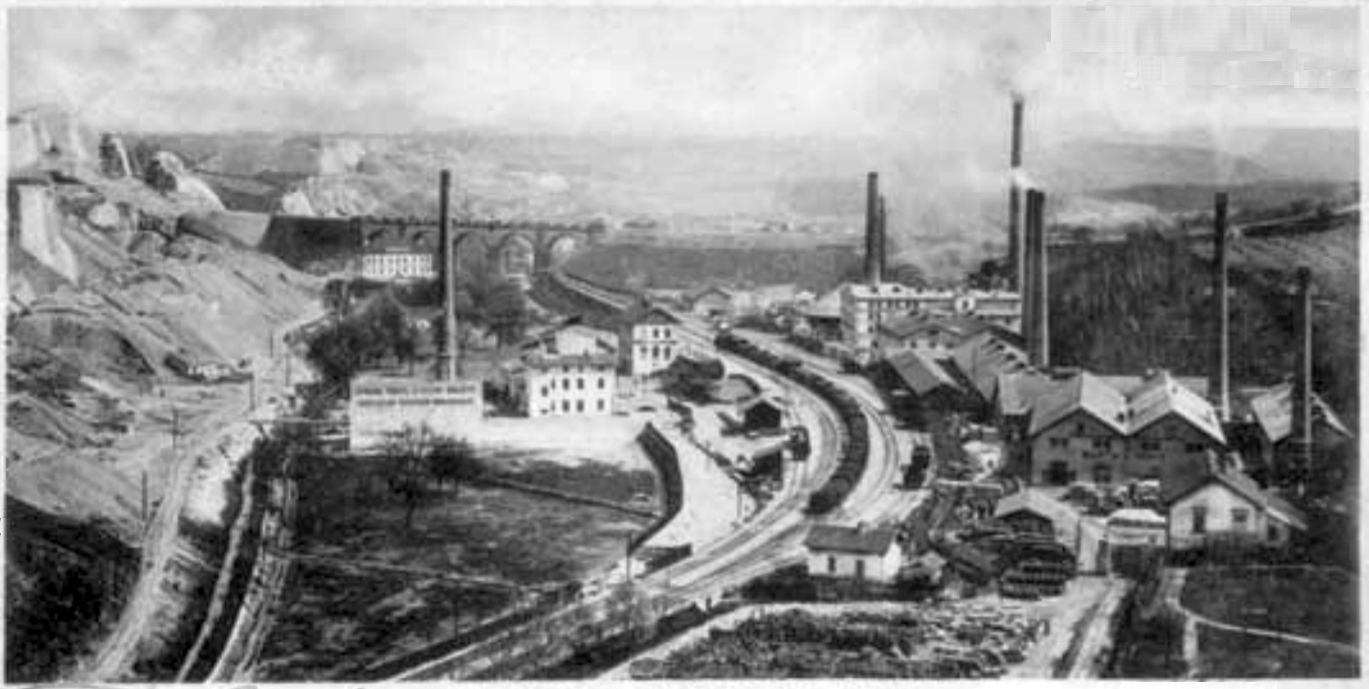
Pohled na tovární komplex Barta & Tichý v pražských Hlubočepích, rok 1898

Ferdinand Barta (celým jménem Maria Ferdinand Barta, někdy též Ferdinand Bárta) (5. srpna 1838, Praha – 24. dubna 1892, Praha) byl podnikatel v oboru stavebních hmot a zakladatel dynastie významných českých výrobců v oboru staviv. Pokračovatelem komerčních aktivit Ferdinanda Barty byl i jeho syn Rudolf Barta (1868–1952). Minerálním surovinám pro stavební průmysl (především silikátům) se badatelsky věnoval i jeho vnuk – profesor chemie a děkan chemické fakulty ČVUT Prof. Dr. Ing. Rudolf Bárta (1897–1985).

## Život
Po středoškolském studiu na malostranském německém gymnáziu pokračoval dále na obchodní akademii. Po ukončení studií nastoupil do banky, ale současně s tím se od 60. let 19. století začal věnovat i výrobě cementu na jižní okraji Prahy (v Klukovicích). Od roku 1860 se datují jeho první experimenty s výrobou vápna a cementu v milířích v Hlubočepích.

### Rodinný život
Ferdinand Barta byl dvakrát ženat. Dne 13. listopadu 1864 se oženil s Barborou Stomeovou (1846–1878) – dcerou majitele žižkovského statku Pražačka.
Z prvního manželství měl pět dětí (tři zemřely předčasně):
- Jaroslav Barta (* 1866 – 1915),[7]
- Rudolf Barta (podnikatel) (* 13. října 1868 – 12. září 1952),[8]
- Vlasta Bartová (* 1870 – 1872),[9]
- Zdeněk Barta (* 1872 – 27. února 1874)[15] a
- Růžena Bartová (* 1877 – 1880).[16]

S druhou manželkou Žofií Bartovou (* 1853, rozenou Lungwitzovou) měl dvě děti:
- Franz Barta (* 1883)[10] a
- Karel Barta (* 1888).[11]

### Firma Ferdinand Barta a spol.
V roce 1860 několik německých šlechticů v Čechách založilo výrobu cementu v Bohosudově u Teplic. Tato první cementárna v českých zemích založená šlechtickým konsorciem sice svůj výrobek označovala jako Portlandský cement, ale nejspíše se jednalo o tzv. románský cement. Výrobu skutečně pravého portlandského cementu zahájil až Ferdinand Barta během 60. let 19. století v Hlubočepích u Prahy.
Se svým švagrem Otakarem Svobodou založil Barta v 60. letech 19. století zpočátku rodinný podnik Ferdinand Barta a spol. – firmu na stavební hmoty. Tato firma byla v roce 1868 přeměněna na Českou akciovou společnost k vyrábění a zužitkování staviva se sídlem v pražském Podolí. A bylo to právě Podolí, kde v roce 1870 založil Barta s pomocí českého kapitálu podolskou cementárnu, tehdy první továrnu na výrobu portlandského cementu v českých zemích. V roce 1872 se firma vlastnící cementárnu v Podolí stala akciovou společností. V roce 1872 vlastnila Bartova firma vápencové lomy v Podolí, Řeporyjích a Holyni a továrnu na výrobu šamotu v Králci u Kostelce nad Černými lesy.
V červenci roku 1871 byla založena firma Pražská akciová továrna na hydraulický cement. Cílem této společnosti bylo vybudovat továrnu na cement v Radotíně u Prahy. Popud k založení této firmy i podnět ke stavbě radotínské cementárny vzešel od Ferdinanda Barty již v roce 1870. 
Jen nedostatek kapitálu zabránil firmě Ferdinand Barta a spol. získat v roce 1870 licenci na těžbu ropy v Bukovině,
Firma Ferdinand Barta a spol. se soustředila ve svém výrobním programu na produkci stavebních hmot, a to především tzv. portlandského cementu. Výrobky firmy Ferdinand Barta a spol. byly komerčně úspěšné a získaly dokonce i ocenění na výstavách ve Vídni a v Praze. Bartova firma vlastnila několik lomů, ale po krachu na vídeňské burze (9. května 1873) se přesto dostala do finančních potíží, které znamenaly její konec. V roce 1875 využil Ferdinand Barta nabídku podnikatele Karla Tichého (1839–1908) a společně založili (ještě téhož roku) firmu Barta & Tichý, která vlastnila vápenku a cementárnu v dnešních pražských Hlubočepích.

### Firma Barta & Tichý
Společná firma Barta & Tichý odkoupila na jaře roku 1875 pozemky u hlubočepského nádraží (v těsné blízkosti Bártových lomů) od velkostatkáře Říhy za 1425 zlatých, aby tak mohla později v těsné blízkosti Prokopského lomu vybudovat malou vápenku s cementárnou. Později byla vápenka zmodernizována a rozšířena ještě o kruhovou pec a pec firmy „Engelthaler, Gastl und Riha“. Kromě toho firma zřídila v centru Prahy kancelář zaměřenou na prodej umělých hnojiv a vápenných přípravků. Roku 1878 byla navíc u podniku vybudována (za přispění Karla Hartiga (1833–1905)) i nová továrna na výrobu keramiky, dlaždic, dekorativní terakoty, kameninových kanalizačních rour, šamotu a žáruvzdorného šamotového zboží. Keramička v Prokopském údolí úspěšně konkurovala větším keramickým závodům v Rakovníku nebo v Šatově. Vedení firmy po obchodní stránce zajišťoval Karel Tichý
Firma Barta & Tichý rozvíjela jak lomy na vápenec, tak i výrobu vápna; postavila nové pece v Hlubočepích a rozšířila i lom v Prokopském údolí. Pro spojení Prokopského lomu s vápenkou byla zbudována nejen vlečka, ale byl i ve skále vyhlouben pro vlečku téměř stometrový transportní (dopravní) tunel.
Postupem doby se firma Barta & Tichý stala jedním z největších producentů staviv v českých zemích. Silurské a devonské vápence nutné pro výrobu vápna a cementu získávala těžbou v lomech v jižním a jihozápadním okolí Prahy. Suroviny pro keramickou výrobu dovážela firma převážně ze severozápadních Čech, kde se těžily speciální jíly v okolí Žatce, Teplic a Duchcova. Kromě toho se využívaly jíly z ložisek u Hlubočep. Tyto jíly byly mimo jiné dodávány i do dalších závodů na Zbraslavi a v Lahovicích.

### Závěr
Po předčasné smrti Ferdinanda Barty (v roce 1892) převzal vedení společnosti v témže roce (1892) Karel Tichý. Do firmy nastoupil také syn Ferdinanda Barty Rudolf Barta (1868–1952). Rudolf Barta (1868–1952) nejprve pracoval jako obchodní cestující s vápnem, ale postupně se i on účastnil na řízení společnosti.